# Stolas: Book of Angels Volume 12
Stolas: Book of Angels, Volume 12 è un album in studio del gruppo musicale jazz d'avanguardia statunitense Masada Quintet, fatto in collaborazione con il sassofonista statunitense Joe Lovano, contenente 9 delle 316 composizioni del compositore jazz statunitense John Zorn provenienti dal libro delle composizioni Book of Angels. Fu pubblicato il 19 giugno 2009 dalla Tzadik Records.

## Tracce
Musiche di John Zorn.
1. Haamiah (285° composizione) – 4:20
2. Rikbiel (268° composizione) – 5:47
3. Psisya (63° composizione) – 8:26
4. Sartael (279° composizione) – 4:50
5. Tashriel (242° composizione) – 4:03
6. Rahtiel (107° composizione) – 7:56
7. Tagriel (21° composizione) – 13:29
8. Serakel (74° composizione) – 5:06
9. Rigal (23° composizione) – 8:59

Durata totale: 62:56

## Formazione
- John Zorn – arrangiatore, produzione, direzione, sassofono contralto (traccia 6)
- Joe Lovano – sassofono contralto
- Dave Douglas – tromba
- Uri Caine – pianoforte
- Greg Cohen – basso di viola
- Joey Baron – batteria